# Paganini (trein)
De Paganini is een internationale trein tussen Duitsland en Italië via de Brennerpas en is genoemd naar de Italiaanse componist Niccolò Paganini.

## EuroCity

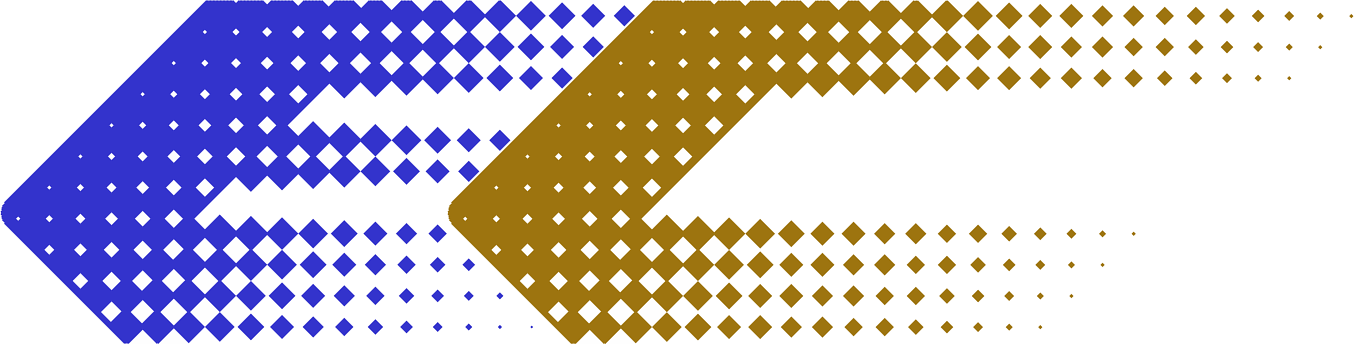
Eurocity logo

De Paganini is in 1991 samen met de EC Garda toegevoegd aan de twee bestaande EuroCity's over de Brenner. Hiermee werden gedurende de dag vier EuroCity's tussen Verona en München aangeboden, met zowel in Verona als München aansluiting op andere treinen naar verdere bestemmingen. De EC Garda en de EC Leonardo da Vinci reden aan de zuidkant verder naar Milaan, terwijl de Paganini Bologna als zuidelijk eindpunt had. De trein kreeg de nummers EC 12 en EC 13 en was samengesteld uit rijtuigen van de DB. Vanaf 27 mei 1995 stelde de FS de rijtuigen en werd de trein omgenummerd in EC 88 en EC 89. In 2000 volgde aan de zuidkant een inkorting tot Verona, de rijtuigen werden toe ook weer gesteld door de DB en de trein reed weer onder de oorspronkelijke nummers. Op 15 december 2002 volgde een inkorting aan de noordkant tot München en een nieuwe omnummering. Vanaf toen werd de trein weer gereden met rijtuigen van de FS, nu onder de nummers EC 82 en EC 83. Na vele wrijvingen tussen ÖBB en Trenitalia (voorheen FS) over de dienstuitvoering, hebben de Deutsche Bahn en ÖBB een overeenkomst gesloten met de Ferrovie Nord Milano (FNM) voor de uitvoering van de EuroCity dienst ten zuiden van de Brenner. De treinen worden, inclusief de tractie, sinds 13 december 2009 verzorgd door de FNM. De FNM heeft echter ongunstige rijpaden gekregen zodat overstappen op andere Italiaanse treinen (van Trenitalia) moeilijker is geworden.

### Route en dienstregeling
| EC 12 | land       | station                | km  | EC 13 |
| ----- | ---------- | ---------------------- | --- | ----- |
| 08:00 | Italië     | Bologna Centrale       | 0   | 21:30 |
|       | Italië     | Verona PN              | 114 |       |
|       | Italië     | Rovereto               | 182 |       |
|       | Italië     | Trento                 | 206 |       |
|       | Italië     | Bolzano/Bozen          | 261 |       |
|       | Italië     | Bressanone/Brixen      | 299 |       |
|       | Italië     | Fortezza/Franzensfeste | 310 |       |
|       | Italië     | Brennero/Brenner       | 351 |       |
|       | Oostenrijk | Innsbruck Hbf          | 388 |       |
|       | Oostenrijk | Jenbach                | 423 |       |
|       | Oostenrijk | Wörgl Hbf              | 449 |       |
|       | Oostenrijk | Kufstein               | 462 |       |
|       | Duitsland  | Rosenheim              | 496 |       |
|       | Duitsland  | München Ost            | 551 |       |
|       | Duitsland  | München Hbf            | 561 |       |
| 23:48 | Duitsland  | Dortmund               |     | 06:11 |